# Anthony Terras
Anthony Terras (Marsiglia, 21 giugno 1985) è un tiratore a volo francese.

## Palmarès

### Olimpiadi
- 1 medaglia:
  - 1 bronzo (Pechino 2008 nello skeet)